# Etil vanil·lina
L'etil vanil·lina és un compost orgànic amb una intensa olor de vainilla.

## Síntesi
L'etil vanil·lina és una molècula sintètica i no es troba a la natura. Es prepara a partir del catecol a través de diverses etapes, començant per una etilació per donar el guetol (1). Aquest èter condensa amb l'àcid glioxílic per donar el corresponent derivat de l'àcid mandèlic (2) a partir del qual i mitjançant una oxidació (3) i una descarboxilació s'obté l'etil vanil·lina (4).